# 3326 Agafonikov
3326 Agafonikov è un asteroide della fascia principale del diametro medio di circa 19,1 km. Scoperto nel 1985, presenta un'orbita caratterizzata da un semiasse maggiore pari a 2,3681145 UA e da un'eccentricità di 0,1720647, inclinata di 3,38602° rispetto all'eclittica.
L'asteroide è dedicato al geofisico russo Askol'd M. Agafonikov.